# Джанфранко Дзола
Джанфранко Дзола (на италиански: Gianfranco Zola) е бивш италиански футболист. Подписва първия си професионален договор със сардинския отбор ФК Нуорезе през 1984 г. Пет години по-късно подписва с отбора от Серия А Наполи.
Дзола става известен и котиран футболист по време на престоя си в английския гранд Челси, където се превръща в една основна фигура на този тим. Неслучайно Дзола е избран за футболист номер 1 на Челси за всички времена. С екипа на Челси, Дзола е чуждестранният играч с най-много мачове за отбора на сините от Лондон с цели 312 мача и има вкарани 80 гола. Неговата елегантност, техника и лекота, с която борави с топката карат хилядите фенове на „Стамфорд Бридж“ да скандират и пеят името му по цели мачове. През 2003 г. Дзола напуска Челси, за да се завърне в родната Италия и да облече екипа на родния Каляри. Благодарение на него сицилианците успяват да влязат в Серия А, а той слага край на бляскавата си кариера.
На 11 септември 2008 става треньор на ФК Уест Хям Юнайтед.